# 1907 aux États-Unis
Pour des articles plus généraux, voir Chronologie des États-Unis et 1907.
Chronologie des États-Unis
- 1903
- 1904
- 1905
- 1906
- 1907
- 1908
- 1909
- 1910
- 1911

Cette page concerne des événements d'actualité qui se sont produits durant l'année 1907 du calendrier grégorien aux États-Unis.

## Événements
- 21 février[1] : les États-Unis limitent l'émigration japonaise.
- 21 octobre : « panique des Banquiers », panique boursière à Wall Street. Début de la crise économique aux États-Unis.
- 13 novembre - 20 décembre[2] : conférence de paix centroaméricaine de Washington. Formulation de la Doctrine Tobar portant sur la non-reconnaissance internationale des gouvernements issus de coups d'État.
- 16 novembre : l'Oklahoma devient le quarante-sixième État de l'Union américaine.
- 6 décembre : catastrophe de Monongah.
- Intervention américaine au Honduras.
- Grève générale des dockers à La Nouvelle-Orléans, mobilisant plus de 10 000 personnes, blancs et noirs confondus.
- Apogée de l’immigration aux États-Unis, avec 1,3 million d’entrées en 1907.
- AT&T (American Telephone and Telegraph Company) domine le marché du téléphone aux États-Unis jusqu’aux années 1960.